# Máximo Ortega
Máximo Ortega – wenezuelski zapaśnik walczący w stylu wolnym. Zajął ósme miejsce na igrzyskach panamerykańskich w 1971. Srebrny medalista igrzysk Ameryki Środkowej i Karaibów w 1970. Wicemistrz igrzysk boliwaryjskich w 1970 roku.